# Regionale Verkehrsbetriebe Baden-Wettingen
Die RVBW (Regionale Verkehrsbetriebe Baden-Wettingen) sind ein regionales Nahverkehrsunternehmen im Osten des Kantons Aargau in der Schweiz. Das öffentlich-rechtliche Unternehmen bedient ein dicht besiedeltes Gebiet mit über 90'000 Einwohnern.

## Betrieb
Zwölf Linien mit einer Gesamtlänge von 117 Kilometern erschliessen nicht nur die namensgebenden Orte Baden und Wettingen, sondern auch die Agglomerationsgemeinden Birmenstorf, Ennetbaden, Gebenstorf, Killwangen, Neuenhof, Obersiggenthal, Spreitenbach, Turgi, Untersiggenthal und Würenlos.
Das Unternehmen beschäftigt 170 eigene Mitarbeiter. Zusätzlich fahren zwei Transportbeauftragte, Twerenbold Reisen AG (Linie 6) und Indermühle Bus AG (Linie 7), im Auftrag der RVBW AG. Mit total 63 Bussen (40 Gelenkbusse, 19 Normalbusse und 4 Kleinbusse) befördern die RVBW jährlich ca. 12,5 Millionen Fahrgäste. Die Tarifstruktur der RVBW ist in den Tarifverbund A-Welle integriert.
Am 17. Juni 2021 wurden vier neue Elektrobusse für die Linie 5 (Baden, Baldegg – Ennetbaden, Äusserer Berg) eingeweiht.

## Geschichte
1970 wurden die VBW (Verkehrsbetriebe Baden-Wettingen) gegründet. Die Busse waren damals weinrot mit silbergrauen Aufschriften. Das Unternehmen entstand aus der Fusion der Autobus GmbH (weinrote Fahrzeuge) und der Baumann Bus (rot-crème Fahrzeuge). Ursprünglich war vorgesehen, auch mit der Firma Julius Meier zu fusionieren und die Postautolinien dieser Firma zu integrieren. Dies schlug jedoch fehl. Dennoch beschaffte die Firma Julius Meier weinrote Fahrzeuge. Während mehrerer Jahre verkehrten deshalb in der Region Baden weinrote Postautos.
Mit dem Beitritt zum Gültigkeitsbereich des Generalabonnements entstand ein Namenskonflikt mit den Vereinigten Bern-Worb-Bahnen (heute Bestandteil des RBS), was die Umbenennung in RVBW nötig machte. Gleichzeitig wurde das Erscheinungsbild mit der sogenannten VST-Einheitslackierung dem damaligen Standard für schweizerische Nahverkehrsbetriebe angepasst (Fahrzeuge orange mit schwarzen Aufschriften). Diese Farbgebung wurde in den 1990er Jahren durch ein Corporate Identity in den Farben Weiss und Rot abgelöst. Die Fahrzeuge entsprechen der Designvorgabe des Kantons Aargau und haben eine rot-blau-schwarze Welle über die ganze Länge des Fahrzeuges.

## Liniennetz
| Linie | Strecke                                                                                          |
| ----- | ------------------------------------------------------------------------------------------------ |
| 1     | Gebenstorf – Kappelerhof - Baden SBB – Wettingen EW – Würenlos                                   |
| 2     | Untersiggenthal – Obersiggenthal – Ennetbaden – Baden SBB – Neuenhof – Killwangen – Spreitenbach |
| 3     | Brunnenwiese – Wettingen EW – Wettingen SBB – Baden SBB                                          |
| 4     | Baden Ruschebach – Baden SBB – Wettingen SBB – Neuenhof – Killwangen – Spreitenbach              |
| 5     | Äusserer Berg – Ennetbaden – Baden SBB – Baldegg                                                 |
| 6     | (Untersiggenthal –) Obersiggenthal – Baden SBB – Dättwil – Rütihof                               |
| 7     | Birmenstorf – Dättwil – Baden SBB – Wettingen EW – Tägi                                          |
| 8     | Busgarage – Wettingen EW – Neuenhof                                                              |
| 9     | Kraftwerk – ThermalBaden – Baden SBB – Kehl                                                      |
| 10    | Killwangen – Härdlistrasse                                                                       |
| 11    | Würenlos – Killwangen                                                                            |
| 12    | Kantonsspital Baden – Wettingen Bahnhof – Tägi                                                   |
| 13    | Spreitenbach                                                                                     |